# 端慶
端慶（たんけい）は、ベトナム後黎朝の威穆帝が使用した元号。1505年 - 1509年。

## 西暦との対照表
| 端慶 | 元年   | 2年    | 3年    | 4年    | 5年    |
| 西暦 | 1505年 | 1506年 | 1507年 | 1508年 | 1509年 |
| 干支 | 乙丑   | 丙寅   | 丁卯   | 戊辰   | 己巳   |